# Benzodiazepin
Benzodiazepini so skupina anksiolitikov (učinkovin, ki lajšajo tesnobo in strah). Kemično gledano so to biciklične spojine, od tega je en obroč benzenov (oziroma starinsko benzol), nanj pa je prikondenziran sedemčlenski obroč z dvema dušikoma (diazepin).
1H-benzo-1,4-diazepini se v medicini uporabljajo kot pomirjevala. Ena izmed prvih učinkovin iz te skupine, ki se je uporabljala v terapiji, je bil klordiazepoksid, znan tudi pod zaščitenim imenom Librium®. Z nadaljnjim razvojem so bile vpeljane učinkovine z laktamsko strukturo.
Najbolj znana učinkovina iz te skupine je diazepam (zaščiteno ime Valium® in Apaurin®). Uporablja se tudi kot antikonvulziv pri zdravljenju božjasti, in sicer pri napadih grand mal.
Nadalje se te učinkovine uporabljajo tudi kot uspavala. Predstavnik takšnih učinkovin je na primer nitrazepam. Klonazepam se uporablja kot antikonvulziv, medazepam pa kot pomirjevalo.

## Mehanizem delovanja
Benzodiazepinske učinkovine delujejo tako, da izkazujejo agonistične učinke na benzodiazepinskih receptorjih. Vezava benzodiazepina na receptor vpliva na sosednji GABA-receptor, ki je sklopljen s kloridnim kanalčkom. Tako se ojača inhibitorni učinek živčnega prenašalca GABA-e, kloridni kanalček posledično postane bolj prepusten in zato se v živčno celico vplavlja večja količina kloridnih ionov. Zaradi hiperpolarizacije se vzdražnost celične membrane zmanjša. Doslej ni poznana nobena endogena substanca, ki bi se kot ligand vezala na benzodiazepinske receptorje.
Učinek benzodiazepinov se razlikuje od barbituratov:
- Benzodiazepini delujejo le ob prisotnosti GABA-e, zato bi jih bilo pravilneje poimenovati sinergisti in ne agonisti.
- Benzodiazepini močneje delujejo v sinapsah, kjer je količina Gabe manjša.

## Učinki in stranski učinki
Nasplošno izkazujejo benzodiazepini naslednje učinke:
- anksiolitično delovanje (blažijo strah),
- antikonvulzivno delovanje (blažijo krče),
- mišična relaksacija,
- sedacija (pomiritev),
- amnezija (okence v spominu),
- blago razvedrujoče delovanje.

V psihiatriji se uporabljajo pri zdravljenju anksioznosti in strahov, kot uspavalo in za blaženje božjastnih napadov. Nadalje se dajejo tudi kot premedikacija pred operacijami, da se bolnik pomiri in sprosti. Pri dolgotrajnejšem jemanju obstaja nevarnost zasvojenosti, zato mora biti terapija čim krajša in odmerki čim nižji. Za dolgotrajnejšo terapijo se uporabljajo le nekateri antiepileptično delujoči benzodiazepini, ki se morajo po navadi jemati vse življenje. 
Benzodiazepini povzročajo depresijo dihalnega centra, vendar je to opazno zlasti pri odmerkih, veliko večjih od terapevtskih. Do prenehanja dihanja pride pri zlorabi benzodiazepinov - tveganje je večje pri hkratnem uživanju alkohola ali drugih psihofarmakov. Benzodiazepini tudi podaljšajo reakcijski čas posameznika, zato je zlasti na začetku zdravljenja odsvetovano upravljanje s stroji, vozili ... 
Benzodiazepini so ena izmed skupin zdravil, ki se najpogosteje zlorabljajo.